# (11582) Bleuler
Pour les articles homonymes, voir Bleuler.
(11582) Bleuler est un astéroïde de la ceinture principale.

## Description
(11582) Bleuler est un astéroïde de la ceinture principale. Il fut découvert le 10 août 1994 à La Silla par Eric Walter Elst. Il présente une orbite caractérisée par un demi-grand axe de 2,87 UA, une excentricité de 0,01 et une inclinaison de 1,0° par rapport à l'écliptique.

## Compléments